# 新加坡—美國關係

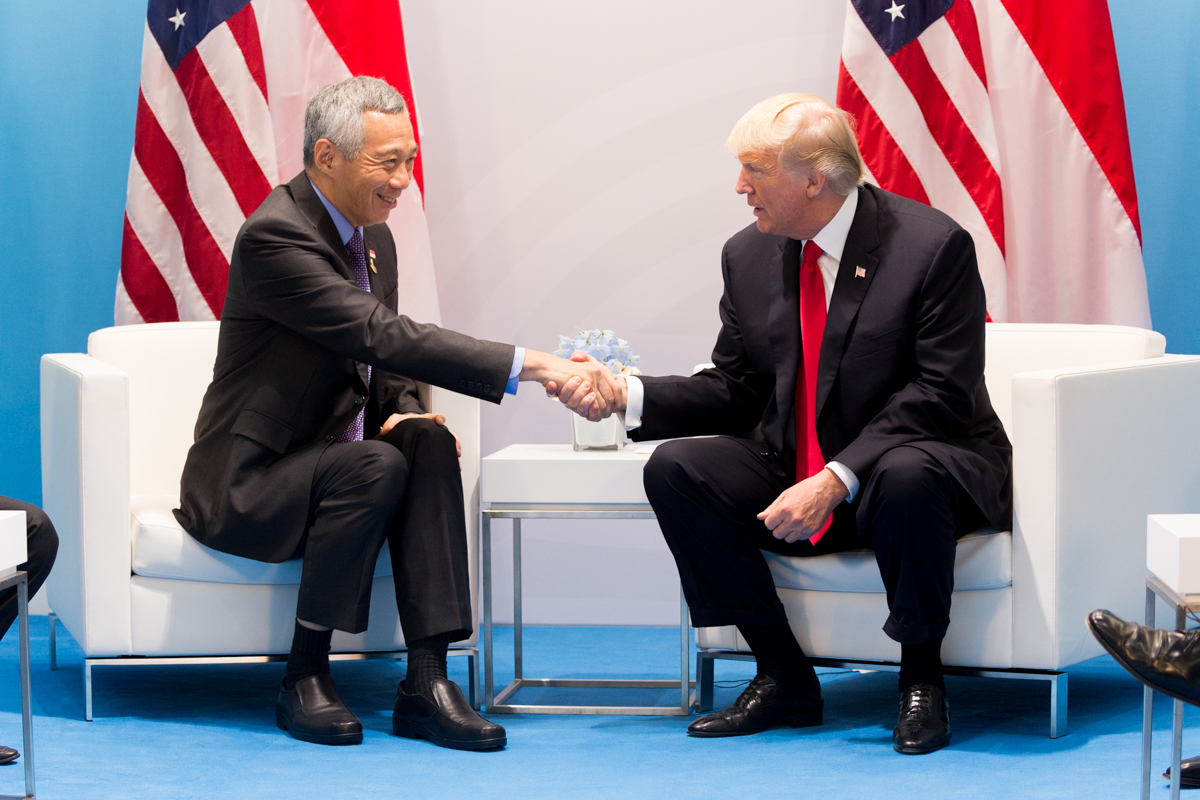
新加坡总理李显龙与美国总统唐纳德·特朗普于2017年7月在德国汉堡举行的第12届二十国集团峰会中会面。

新加坡－美國關係是指历史上的新加坡与美国，以及现今新加坡共和国与美国的外交关系。新加坡和美国之间的关系历来稳固强大和友好，拥有广泛的军事、经济、文化和商业聯繫。根据2010年公布的“美国全球领导力报告”显示，77％的新加坡人支持由奥巴马领导的美国政府。虽然支持率在2011年出现了小幅下降，但在亚太地区仍然处于最高水平。

## 历史

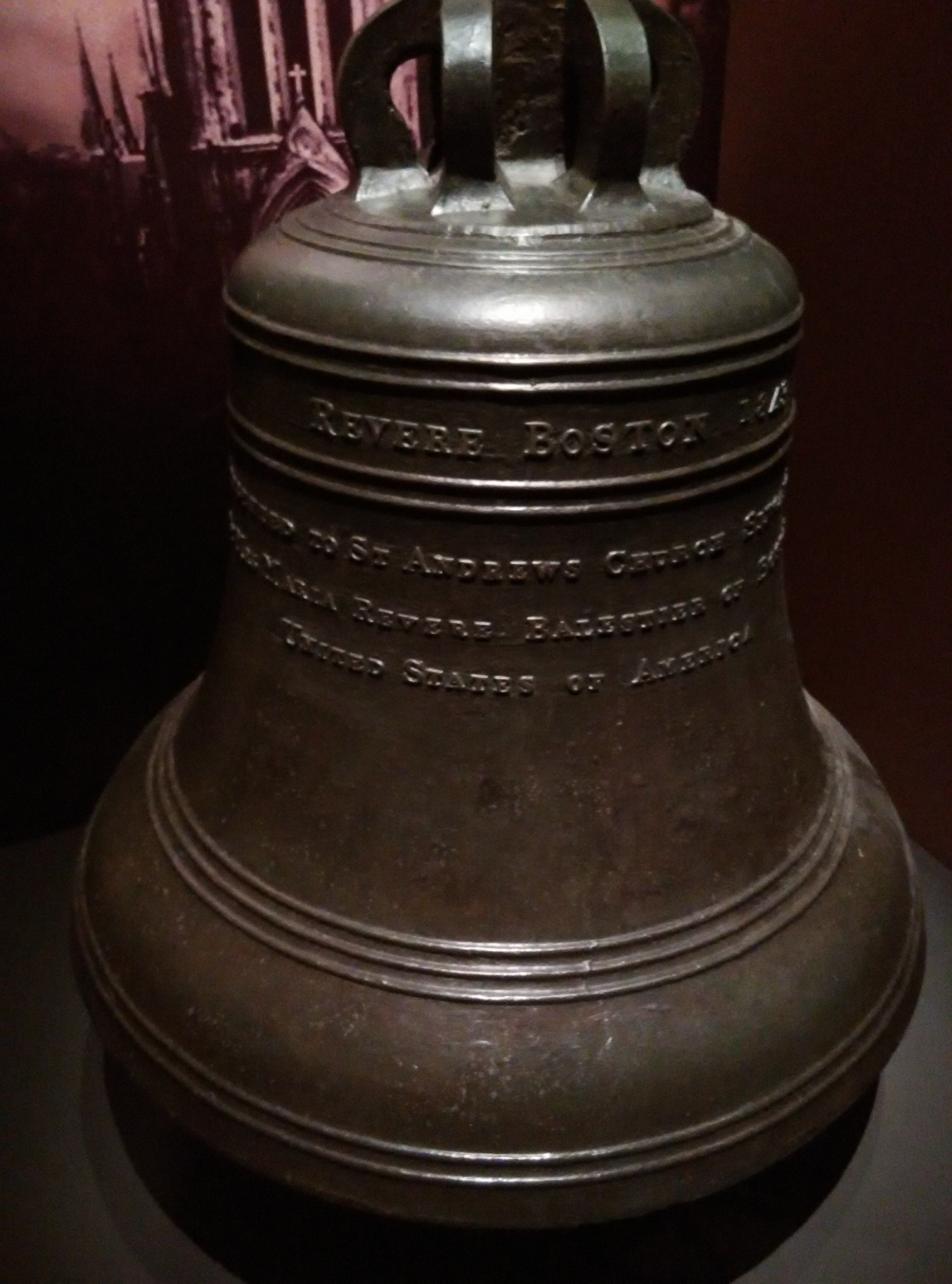
刻有「United States of America」字樣的鐘，攝於新加坡國家博物院。

早在1836年4月7日，美国在当时隶属于大英帝国海峡殖民地的新加坡建立了领事馆。1965年8月9日，新加坡因被迫脱离马来西亚而宣告独立。1965年8月11日，美国国务院发表声明承认新加坡共和国后，正式建立起外交关系，美国于1966年在新加坡建立领事馆。
新加坡的首任总理李光耀曾多次访美。1967年10月，李光耀首次访美，在芝加哥一个午餐会上，他向商人与企业家讲述了新加坡如何从一座小渔村发展成为拥有200万人口的大都市的过程。2009年10月29日，李光耀在美国会见了美国总统奥巴马。2011年，美国前总统乔治·沃克·布什访问新加坡，出席2011巴克莱亚洲论坛。访问期间会见了新加坡总理李显龙和前内阁资政李光耀。2014年6月21日-26日，新加坡总理李显龙访问美国，期间会见美国总统奥巴马、美国副总统乔·拜登等人。
新加坡是2018年朝美首脑会晤的舉辦場地。

## 各方关系
在2015年东盟峰会期间，美国总统奥巴马会见新加坡总理李显龙时，奥巴马称新美双边关系“非常非常强大”。

### 经贸关系
自从1967年李光耀访问美国后，美国开始对新加坡投资，惠普与通用电气等美国大公司来新加坡投资设厂。1997年，新加坡有近200家美国制造公司。
新加坡与美国于2003年5月6日签订自由贸易协议，2003年7月25日及2003年8月1日分别在美国众议院及美国参议院获得通过，2004年1月1日正式生效。自贸协议生效后，新加坡与美国的经贸关系出现增长，双边贸易额增长50％。而美国是新加坡最大的投资国，2013年美国对新加坡投资额达到1540亿美元。新加坡和美国还在2013年参加了跨太平洋战略经济伙伴关系协议（TPP）。另外，新加坡与美国还签订互免签证协议。

### 军事关系

#### 历史
新加坡与美国一直拥有广泛的军事关系。1990年11月，新加坡总理李光耀与美国副总统丹·奎尔签订了备忘录，规定了新加坡向美国提供海空军基地，作为美国在东南亚的军事部署。1991年12月，新加坡成为向美国海军提供后勤补给的基地。美国自1990年代以来向新加坡出口武器，这些武器以海空武器为主。2019年9月23日，新加坡总理李显龙和美国总统唐纳德·特朗普续签了一项重要的防务协议，将允许美军使用新加坡空军和海军基地的期限再延长15年至2035年。

#### 非盟友关系
2022年俄乌两国爆发战争期间，李显龙总理在对美国进行工作访问时参加的《华尔街日报》在同年4月1日主办的对话会当中表示，新加坡虽然是美国唯一的“主要安全合作伙伴”，但不是美国的盟友。新加坡不会涉入美国的战争，或是当新加坡出事时要求美国前来搭救。

#### 现状
根据美国与新加坡签订的战略框架协议，美国海军濒海战斗舰还在新加坡轮流部署。从1981年开始，新加坡陆军开始和美国太平洋陆军举行多次的军事演习。每当美国总统访问新加坡时，美国的空军一号也会降落在新加坡巴耶利巴空军基地。

### 学术交流
2011年，新加坡赴美国的留学生高达4,300人，为10年来的最高值。新加坡留学生大多数在哈佛大学、康奈尔大学、斯坦福大学和加州大学伯克利分校学习。为了让更多的新加坡留学生进入美国学习，近年来新加坡留学生也开始选择在美国高中学习。美国驻新加坡大使大卫·阿德尔曼说，不少新加坡人在美国留学，反映了新加坡与美国的关系“从来没有这样好过”。

## 延伸阅读
- Bellows, Thomas J., , Asian Survey, February 1989, 29 (2): 145–153, JSTOR 2644574, doi:10.1525/as.1989.29.2.01p0242q
- Chua, Daniel Wei Boon, "Becoming a `Good Nixon Doctrine Country': Political Relations between the United States and Singapore during the Nixon Presidency," Australian Journal of Politics and History 60 (Dec. 2014), 534-48.
- Conboy, Kenneth J.,  (PDF), Asian Studies Backgrounder, January 1989, 86  [2010-03-03], （原始内容存档 (PDF)于2021-03-08）